# Moghrar
Moghrar (în arabă مغرار) este o comună din provincia Naâma, Algeria.
Populația comunei este de 4.431 de locuitori (2008).